# Fedor Dragojlov
Fedor Dragojlov (Pančevo, 21. kolovoza 1881. – Buenos Aires, 8. prosinca, 1961.), hrvatski vojnik pravoslavne vjeroispovjesti, general Domobranstva NDH.

## Vojna karijera
Rođen je u vojničkoj obitelji (otac mu je bio graničarski satnik u Pančevu) pravoslavne vjeroispovjedi. U Beču je završio Tehničku vojnu akademiju, a zatim i Ratnu školu. Do 1918. godine bio je u službi Glavnog stožera austrougarske vojske, te je postigao čin glavnostožernog potpukovnika. Odmah po stvaranju Kraljevine SHS umirovljen je te je radio kao upravitelj pivovare u Pančevu. Po izbijanju Travanjskog rata 1941. napušta Pančevo i seli se s obitelji u Zagreb. Odmah po osnutku NDH stavlja se na raspolaganje novoj vlasti pa je uključen u poslove obnove hrvatske vojske. 1. svibnja 1941. je i službeno primljen u sastav hrvatskog domobranstva s činom glavnostožernog dopukovnika, a već 1. listopada 1941. je promaknut u čin glavnostožernog pukovnika. Od samog početka obavlja izuzetno važne poslove ustroja i naoružanja hrvatskog domobranstva, kao Pročelnik operativnog odjela Glavnog stožera hrvatskog domobranstva. Izuzetno je zaslužan za ustroj i odličnu opremu prvih pet Gorskih Sdrugova koji su bili ustrojeni od novaka 1941. te opremljeni i obučeni u Döllersheimu i Stockerauu u Njemačkoj do svibnja 1942. Za vrijeme kritičnog razdoblja četničkog ustanka na području Ozren planine bio je imenovan za pomoćnika zapovjednika 4. divizije Doboj, pukovnika Artura Gustovića, gdje se izuzetno istaknuo u teškim i krvavim borbama oko Doboja, u smjeru Gračanica - Tuzla i na planini Ozren u studenom i prosincu 1941. nakon čega je vraćen u Zagreb na staru dužnost.
Početkom 1942. zajedno s ministrom Vjekoslavom Vrančićem, na poziv njemačkog generala Paula Badera, sudjelovao je u Beogradu na neuspješnim pregovorima s četničkim predstavnicima majora Jezdimira Dangića oko prepuštanju vlasti u istočnoj Bosni četnicima. 15. prosinca 1942. promaknut je u čin generala. Dana 3. studenog 1943. godine je postavljen za glavara Glavnostožernog ureda oružanih snaga, a 15. veljače 1944. je promaknut u čin general poručnika. 
Poslije slučaja Vokić - Lorković 7. studenog 1944. je smijenjen s položaja glavara Glavnog stožera pa je imenovan generalom za posebne zadatke pri MINORS-u.

## Nakon rata
Povlačio se s glavnim stožerom prema Austriji. 8. svibnja 1945. godine je sudjelovao na posljednjem sastanku hrvatskih generala s poglavnikom u Rogaškoj Slatini, kada je odlučeno da se ide na povlačenje na zapad. Zarobljen je od strane Britanaca 18. svibnja 1945., a nakon što je saznao da će biti izručen jugoslavenskim vlastima, pokušao je izvršiti samoubojstvo rezanjem krvnih žila na ruci. Hitno je otpremljen u bolnicu u Klagenfurtu gdje mu je život spašen. Nakon oporavka prebačen je u Italiju, odakle odlazi u Argentinu gdje se trajno nastanjuje. Jedan je od rijetkih hrvatskih generala koji je u izbjeglištvu pisao o ustroju hrvatskih oružanih snaga, posebno o Gorskim Sdrugovima kao najboljoj domobranskoj vojnoj postrojbi. Zajedno s dr. Vjekoslavom Vrančićem napisao je i izdao u kolovozu 1952., osnovu o hrvatskim oružanim snagama i poziv za daljnje sustavno istraživanje.

## Odlikovanja
Početkom 1943. je odlikovan mađarskim viteškim križem sa zvijezdom za izuzetne zasluge u zajedničkoj borbi protiv komunizma. 15. listopada 1943. je, zbog velikih zasluga na postavi i opremi Gorskih Sdrugova odlikovan njemačkim ratnim križem za zasluge sa zvijezdom. Od strane Ante Pavelića je odlikovan Redom krune kralja Zvonimira I. stupnja sa zvijezdom i hrastovim grančicama s pravom naslova "Vitez" zbog velikih zasluga za izgradnju oružanih snaga NDH.